# The Blood That Moves the Body
«The Blood That Moves The Body» es el tercer sencillo del álbum Stay on These Roads, tercer álbum de a-ha. Es la segunda canción del álbum.

## Video
El video muestra a a-ha en París, Francia. En el mismo se muestra a Morten Harket en un balcón y en un auto, a Magne Furuholmen caminando por las calles de París, a Paul Waaktaar en un escritorio y a una chica paseando a un perro, además muestra escenas de a-ha en vivo.
Esta canción es atribuida a muchas cosas como los suicidios en Japón[cita requerida] y los escritos de Gabriel García Márquez referentes a la oración:
"eyes of a blue dog".

## Información de los sencillos

### Sencillo en vínilo de 7"
- Sencillo de Alemania de 7"

Presenta a The Blood That Moves The Body (4:05) y a There's Never A Forever Thing (2:49).
- Prueba de prensa de Alemania de 7"

Presenta a The Blood That Moves The Body (4:05) y a There's Never A Forever Thing (2:49).
- Jukebox de Italia de 7"

Presenta a The Blood That Moves The Body (4:05) y a "Lost In You" de Rod Stewart.
- Sencillo de Japón de 7"

Presenta a The Blood That Moves The Body (4:05) y a There's Never A Forever Thing (2:49).
- Sencillo en UK de 7"

Presenta a The Blood That Moves The Body (4:05) y a There's Never A Forever Thing (2:49).
- Sencillo en UK de 7" (Con Postales)

Presenta a The Blood That Moves The Body (4:05) y a There's Never A Forever Thing (2:49).

### Sencillo en vinilo de 12"
- Promoción en Brasil de 12"

Presenta a The Blood That Moves The Body (4:05) por ambos lados.
- Sencillo en Alemania de 12"

Presenta a The Blood That Moves The Body (Versión Extendida) (5:26),
The Blood That Moves The Body (4:05) y a There's Never A Forever Thing (2:49).
- Sencillo en UK de 12"

Presenta a The Blood That Moves The Body (Versión Extendida) (5:26),
The Blood That Moves The Body (4:05) y a There's Never A Forever Thing (2:49).
- Sencillo en UK de 12" (Con Póster)

Presenta a The Blood That Moves The Body (Versión Extendida) (5:26),
The Blood That Moves The Body (4:05) y a There's Never A Forever Thing (2:49).
- Sencillo en UK de 12" (Imagen en el Disco)

Presenta a The Blood That Moves The Body (Versión Extendida) (5:26),
The Blood That Moves The Body (4:05) y a There's Never A Forever Thing (2:49).

## Sencillo en CD
- Sencillo en Japón de 3"

Presenta a The Blood That Moves The Body (4:05) y a There's Never A Forever Thing (2:49).
- Sencillo de UK y Alemania de 3"

Presenta a The Blood That Moves The Body (4:05), There's Never A Forever Thing (2:49), The Blood That Moves The Body (Versión Extendida) (5:26) y The Living Daylights (Versión del sencillo).
- Datos: Q3301465